# La Jara (Colorado)
Pour les articles homonymes, voir La Jara.
La Jara est une ville américaine située dans le comté de Conejos dans le Colorado.
Selon le recensement de 2010, La Jara compte 818 habitants. La municipalité s'étend sur 0,35 milles carrés (0,91 km2).

## Démographie
| 1900 | 1910 | 1920 | 1930 | 1940 | 1950 |
| ---- | ---- | ---- | ---- | ---- | ---- |
| 208  | 448  | 521  | 602  | 897  | 912  |

| 1960 | 1970 | 1980 | 1990 | 2000 | 2010 |
| ---- | ---- | ---- | ---- | ---- | ---- |
| 724  | 768  | 858  | 725  | 877  | 818  |